# 갑옷바퀴
갑옷바퀴(학명: Cryptocercus kyebangensis)는 갑옷바퀴속의 종이다. 대한민국 계방산에서 처음 발견되었다.